# Georg Picht
Georg Picht (* 9. Juli 1913 in Straßburg; † 7. August 1982 in Hinterzarten) war ein deutscher Philosoph, Theologe und Pädagoge. Er prägte 1964 den Begriff der „Bildungskatastrophe“, mit dem er die Situation des seinerzeitigen Bildungswesens in der Bundesrepublik charakterisierte und eine breite Debatte auslöste.

## Leben
Seine Mutter war Greda Picht, die Schwester von Ernst Robert Curtius, der auch Pichts Patenonkel war. Sein Vater Werner Picht war u. a. Abteilungsleiter im preußischen Kulturministerium und Publizist zu Themen der Erwachsenenbildung. Zum Freundeskreis der Familie zählten Albert Schweitzer, Eugen Rosenstock-Huessy und Charles Du Bos.
Weil Picht Asthma hatte, war die Mutter mit ihm nach Hinterzarten gezogen, wo er von dem Altphilologen Josef Liegle, aber auch von seiner Mutter Privatunterricht erhielt. Erst die letzten vier Schuljahre besuchte er ein Gymnasium in Freiburg.
Picht studierte Altphilologie und Philosophie in Freiburg, Kiel und Berlin bei Wilhelm Szilasi, Wolfgang Schadewaldt, Eduard Fraenkel und Johannes Stroux. In Freiburg wurde er akademischer Schüler von Martin Heidegger. Nach einer Tätigkeit bei Hans Lietzmann in der Kirchenväterkommission der Berliner Akademie der Wissenschaften 1938/39, wo er Texte von Ambrosius bearbeitete, unterrichtete er an der Schule Birklehof in Hinterzarten Alte Sprachen, bis die Nationalsozialisten 1942 das Internat übernahmen. Picht wechselte 1942 als Lehrbeauftragter an das Institut für Altertumswissenschaften in Freiburg und promovierte im selben Jahr mit einer Arbeit über die stoische „Ethik des Panaitios“.
Georg Picht war seit 1936 mit der Pianistin und Cembalistin Edith Picht-Axenfeld verheiratet. Der Ehe entstammt unter anderem der langjährige Leiter des Deutsch-Französischen Instituts Robert Picht. Georg Picht gehörte schon seit seinen jungen Jahren zu den engsten Freunden von Carl Friedrich von Weizsäcker (Vetter 2. Grades mütterlicherseits) und Hellmut Becker. Im Jahr 1963 hielt Picht die Laudatio auf Weizsäcker anlässlich der Verleihunges des Friedenspreises des Deutschen Buchhandels. 1965 erhielt er selbst als erster den Theodor-Heuss-Preis. Bis zu seinem Tod lebte er in Hinterzarten auf dem Birklehof.

## Picht als Erzieher
Desillusioniert durch die Reaktion der Institution Universität auf den Nationalsozialismus suchte Picht nach dem Krieg eine „Form des Daseins, die mich nötigen sollte, die Wirklichkeit von Wort und Gedanken Tag für Tag in der Gestaltung des Lebens einer Gemeinschaft zu bewähren.“ So gründete er 1946 im Gebäude der ehemaligen Privatschule Birklehof ein Internatsgymnasium und war dort zehn Jahre lang Schulleiter. Erziehung betrachtete er als Grundpfeiler des Menschseins. Seine Vorstellungen waren dabei sehr liberal und tolerant. „Erziehung ist in den wichtigsten Bereichen eine Kunst des Geschehenlassens, nicht eine Kunst der Formung. Und eine Pädagogik, die sich vermißt, nach dem Gleichnis Gottes die Menschen auf ein Entwicklungsziel hin bilden zu können, verfängt sich in einem Selbstbetrug, der nur die unheilvollsten Folgen haben kann.“ Picht, der selbst an der Musik stark interessiert war, hob die Bedeutung der musikalischen Erziehung für die Bildung stark hervor. In dieser Zeit kooperierte er eng mit der Sozialistin Minna Specht, der Leiterin der Odenwaldschule, obwohl beide weltanschaulich weit auseinander lagen. In seiner Funktion als Leiter einer Freien Schule war Picht von 1953 bis 1963 Mitglied im Deutschen Ausschuss für das Erziehungs- und Bildungswesen, an dessen erster Empfehlung er bereits beteiligt war. Um den Freien Schulen mehr Gehör zu verschaffen, war er auch Mitbegründer der Vereinigung Deutscher Landerziehungsheime.
Schon Ende der 1940er Jahre begann Picht mit dem Aufbau eines lexikographischen Platon-Archivs am Birklehof, das lange von der DFG unterstützt wurde und unter anderem der sprachwissenschaftlichen und pädagogischen Nachwuchsausbildung im Bereich des Altgriechischen dienen sollte. Ein Ergebnis dieser Arbeiten ist die 1951 verfasste Dokumentation der ersten Darstellung der Vorsokratiker bei Hippias von Elis. Dazu wurden verschiedene Seminare durchgeführt und den Lehrern der Schule die Möglichkeit gegeben, wissenschaftliche und pädagogische Arbeit zu verbinden. Der Plan eines umfassenden Platon-Lexikons, für das laut Hellmut Flashar, Mitarbeiter in den 1950er Jahren, 750 Zettelkästen mit umfangreichen Stellennachweisen angelegt waren, wurde nicht realisiert. Mitte der 1950er Jahre war die Arbeit am Platon-Archiv praktisch zum Erliegen gekommen, auch wenn die Finanzierung durch die DFG noch bis weit in die 60er Jahre weiterlief. Das Material ging in den 1970er Jahren an das Altphilologische Institut der Universität Tübingen und wurde durch das Deutsche Literaturarchiv Marbach ausgewertet.
Im Jahr 1951 fand an der Universität Tübingen das von Carl Friedrich von Weizsäcker und Walther Gerlach initiierte „Tübinger Gespräch“ statt, an dem eine Reihe prominenter Wissenschaftler, Pädagogen und Bildungspolitiker, unter anderem Picht als Leiter des Birklehofs, teilnahmen, die in einer Resolution zur Bildungspolitik mündete. 1961 gehörte Picht zu den Unterzeichnern des Tübinger Memorandums.
Picht prägte 1964 den Begriff der „Bildungskatastrophe“, mit dem er die Situation des seinerzeitigen Bildungswesens in der Bundesrepublik charakterisierte und eine breite Debatte auslöste. In den in Christ und Welt veröffentlichten Artikeln prangerte er die im internationalen Vergleich niedrigen Bildungsausgaben in Deutschland an, kritisierte u. a. die geringe Quote an Abiturienten, die großen Unterschiede zwischen Stadt und Land und forderte grundlegende Reformen des dreigliedrigen Schulsystems und der Erwachsenenbildung, weil sonst wesentliche Nachteile im internationalen Wettbewerb der Wirtschaft zu befürchten seien.

## Kirchliches Engagement
Die Verbindung von Theorie und Praxis, um die Picht als Pädagoge bemüht war, bestimmte auch das Verhältnis des Protestanten Picht zu kirchlichen Institutionen. So war er von 1958 bis 1982 der Leiter der Forschungsstätte der Evangelischen Studiengemeinschaft (FEST) in Heidelberg. Bei der Einweihung eines Anbaus formulierte er 1977:
„Christlicher Glaube steht von seinem Ursprung her zu jeder Gestalt menschlichen Wissens, also auch zur modernen Wissenschaft, einschließlich der Theologie, in kritischer Distanz. Er kann sich von der Wissenschaft nicht dispensieren, aber er kann sich auch nicht mit ihr identifizieren.“
Ähnlich wie in Bezug auf die Wissenschaft sah er auch das Verhältnis von Kirche als Institution zum individuellen Glauben kritisch:
„Daß es die weltliche Organisation geben muß, die wir ›Kirche‹ nennen, und daß die pneumatischen Gemeinschaften, die sich immer wieder bilden, dem Wehen des Geistes in der Geschichte nicht zu genügen vermögen, kann aus der Teilhabe der einzelnen Christen an der Gemeinschaft der (dem Glauben geschenkten) ›Zoe‹ [= göttliche Lebenskraft, Lebendigkeit] nicht abgeleitet werden. Es ergibt sich vielmehr daraus, dass die ›Zoe‹ im ›Bios‹ (im kreatürlich-irdischen Leben) gelebt wird und sich hier zu erweisen hat. Es ergibt sich also aus der Verantwortung des Volkes Gottes in dieser Welt. durch diese Verantwortung legitimiert sich die verfaßte Kirche. Sie hat den Auftrag, dem Wehen des Geistes in der Geschichte Raum zu geben. Aber das kann sie nur, solange sie weiß, daß sie über den Geist nicht zu verfügen vermag. Sie ist nicht im Besitz des Geistes; sie verhält sich zum Geist, wie sich der ›Bios‹ zur ›Zoe‹ verhält. Und die Geschichte der christlichen Kirchen beweist, daß sie vom Geist auch verlassen werden können.“
Picht wies immer wieder darauf hin, dass Rationalität für Christen sinnvoll, notwendig und geboten sei, der wahre Glaube aber nur intuitiv und unmittelbar erfahren werden könne. „Seine Wirkung in die Kirche entsprang einer fast verborgenen Frömmigkeit, die ihn in kritisch leidender Distanz zu aller gutgemeinten öffentlichen Kirchlichkeit hielt“, so sein Freund Carl Friedrich von Weizsäcker. Zugleich sah Picht es als Aufgabe der Kirche an, den Glauben in der Gesellschaft zur Geltung zu bringen.
„Wenn Theologie vor der Natur, wie die Naturwissenschaft sie uns präsentiert, und wenn sie vor den politischen und ökonomischen Zwängen der Gesellschaften im Industriezeitalter kapituliert, so vermag sie auch die Wirklichkeit der Menschen, an die sich ihre Botschaft wendet, nicht mehr zu erreichen.“
Picht gehörte auch zum Kreis der Sprecher der ARD-Sendung Das Wort zum Sonntag.

## Philosophie und Theologie
Aufgrund seiner Tätigkeit für die FEST bot sich Picht 1964 die Möglichkeit, den neu gegründeten Lehrstuhl für Religionsphilosophie an der Theologischen Fakultät der Universität Heidelberg zu übernehmen, den er bis zu seiner Emeritierung 1978 innehatte. „Schon durch den in ihrem Namen enthaltenen Begriff des ›logos‹ ist die Theologie auf die Philosophie rückverwiesen“, so Picht über das Verhältnis der von ihm zu bearbeitenden Themen Glauben und Wissen.
Georg Picht konnte aus einer umfassenden und gründlichen altphilologischen und philosophischen Bildung schöpfen. Sein Themenhorizont reichte von den Anfängen der griechischen Philosophie über Kant und Nietzsche bis hin zu den politischen und ökologischen Weltproblemen des 20. Jahrhunderts. Hieraus ergaben sich seine Leitbegriffe „Wahrheit“ (als Paradigma der antiken Philosophie), „Vernunft“ (Kant und der Gedanke der Aufklärung) und „Verantwortung“, ein Thema der Gegenwart, das Picht in besonderem Maße durch Nietzsche befragt sah. Im Zentrum stand für ihn die Frage nach den „Bedingungen der Möglichkeit von menschlicher Vernunft in der Geschichte“ und damit nach der Verantwortung.
„Die Vernunft kann die Wahrheit, die für sie konstitutiv ist, nur erkennen, indem sie Zukunft antizipiert. Ermöglicht und erzwungen wird die Antizipation von Zukunft im menschlichen Denken durch die geschichtlichen Aufgaben, die diesem Denken gestellt sind. Deswegen lässt sich im Bereich einer nicht mehr metaphysisch, sondern vom Wesen der Zeit her begriffenen Wahrheit die innere Möglichkeit von Vernunft nur aus der Verantwortung des Menschen für seine zukünftige Geschichte begründen.“
Picht betrachtete es als einen Mangel an Aufklärung, zu meinen, dass man sich durch Vernunft vom mythischen Denken lösen könne. Dieses drückt sich in der Kunst, in Formen der Musik oder der Lyrik auch im 20. Jahrhundert aus und führt in der Auseinandersetzung mit der Rationalität der modernen Industriegesellschaft zu Konflikten und Widerspruch, der von der modernen Kunst auch beabsichtigt ist. Man kann Kunst und das, was sie ausdrücken möchte, nur verstehen, wenn man sich auf sie einlässt. Kunst ist eine Form der Darstellung der wahrgenommenen Phänomene der Wirklichkeit ebenso wie die Sprache. Die ursprünglichste Form der Darstellung ist der Mythos, der in die moderne Formen der Philosophie und Theologie übergeht, ohne in ihnen verloren zu gehen. Es sind nur andere Formen der Darstellung. Hintergrund seines Denkens war seine Affinität zum Werk Stefan Georges, der von seinem Vater verehrt wurde, den ihm aber auch Liegle und Friedrich Gundolf schon in jungen Jahren nahegebracht hatten. Picht und Becker berichten beide, dass sie sich mit George während ihres Studiums gemeinsam intensiv befasst hatten, wobei die Vorkenntnisse von Picht stammten.
Eines der von Picht immer wieder bearbeiteten Themen ist die Auswirkung der im antiken Griechenland entwickelten philosophischen Gottesvorstellung auf das christliche Gottesbild, die sich im Wege des Platonismus und Neuplatonismus bis in die Gegenwart zieht. Alles Bemühen, Gott durch vernünftige Argumente sichtbar zu machen, geht fehl. Der „Gott der Philosophen“ ist eine rationale Konzeption des Transzendenten, die dem biblischen Bild Gottes fremd ist.
„Insofern nämlich die Theologie als eine Form der menschlichen Erkenntnis sich vom Logos nicht zu lösen vermag, übernimmt sie zugleich dessen versteckte und unausweichliche Implikationen. Sie schiebt also das projizierte Bild des Gottes der griechischen Philosophen vor die Offenbarung des Gottes, der im Evangelium spricht.“ In diesem Sinne stimmte Picht mit Karl Barth (Theologie der Offenbarung) überein, dass der Gott der biblischen Offenbarung nicht in einen philosophischen Bezugsrahmen eingebunden werden darf. Insofern stellte er sich etwa gegen Rudolf Bultmann oder Gerhard Ebeling, die ausgehend von Heidegger in der Theologie die Klärung von Begriffen und „Das zur-Sprache-Kommen Gottes“ sahen. Hiergegen meinte Picht:
„Wenn Theologie die Wahrheit Jesu Christi mit Hilfe der Philosophie von Heidegger zur Sprache kommen lassen will, müßte sie zuvor prüfen, wie sich die Wahrheit, die nicht von dieser Welt ist, zur Wahrheit des Seins, wie sie bei Heidegger ›zur Sprache kommt‹, verhält. Unterläßt sie dies, so ist es unvermeidlich, daß die Theologie in der scheinbar zeitgemäßen Gestalt der Hermeneutik in jene Verschmelzung von Eschatologie und Ontologie zurückfällt, die ihr im Zeitalter der Metaphysik das Gepräge gegeben hat.“
Dies bedeutet nicht, dass Picht eine Befassung mit der Metaphysik ablehnte. Im Gegenteil – in der Frage der Wahrheit des Seins ist die Frage nach dem Horizont des Erkennbaren enthalten. Und diesen Horizont sah Picht in der Zeit, durch die die Gegenwart aller Wahrheit des Seins unmöglich ist und immer neu aufgehoben wird.
„Denn die Zeit ist niemals festgestellt: sie ist immer offen für die Zukunft. Im Denken entspricht dieser Struktur die reine Form der offenen Frage. Das Fragen ist jene Gestalt des Denkens, in der sich uns der Horizont für alles eröffnet, was in der Zeit hervortreten kann. Ein solches Denken ist nicht von der Erwartung geleitet, dass seine Offenheit durch eine sogenannte Antwort wieder zugestellt wird. Es greift über alle möglichen Antworten hinaus, und gerade dadurch, daß es sich durch keine Antwort zum Schweigen bringen lässt, ist es der Wahrheit geöffnet.“
Dem Menschen ist der Austritt aus der Zeit nur durch den Tod gegeben. „Hier gibt es nichts mehr, was gedacht werden kann. Aber der Durchgang bis zu dieser Erfahrung eröffnet uns gleichsam im Rückblick den Horizont der Welt, die wir erkennen sollen, weil sie der Bereich unserer Verantwortung ist.“
Das Buch „Theologie – was ist das?“ ist ein religionsphilosophisches Dokument besonderer Art. Picht hatte 15 Dozenten eingeladen, eine jeweils zweistündige Vorlesung zu halten, auf die er jeweils nach nur zwei Tagen mit einer Stellungnahme antwortete, so dass sein Vortrag auf nicht von ihm bestimmte Themen einging und er sich einem interdisziplinären Dialog stellte. Die Erfahrungen der NS-Zeit und die Bedrohung durch einen atomaren Krieg, die er schon 1939 mit Weizsäcker diskutiert hatte, machten die Frage der Verantwortung zu seinem Kernthema, das in allen seinen Arbeiten präsent ist und in dem auf Adorno, zu dem er insbesondere in der Philosophie der Kunst ein positives Verhältnis hatte, anspielenden Buchtitel „Philosophieren nach Auschwitz und Hiroshima“ explizit zum Ausdruck kommt. So war Picht einer der ersten, der schon in den 1960er Jahren von der globalen Bedrohung sprach und eine globale Verantwortung einforderte.

## Mitgliedschaften
- Deutscher Ausschuss für das Erziehungs- und Bildungswesen von 1953 bis 1963
- Deutsche Gesellschaft für Friedens- und Konfliktforschung
- Schriftstellervereinigung P.E.N. seit 1965

## Schriften
- Die deutsche Bildungskatastrophe. Analyse und Dokumentation, Freiburg i. Br. 1964, 2. Auflage, München 1965.
- Die Verantwortung des Geistes. Pädagogische und politische Schriften, Stuttgart 1965.
- Der Gott der Philosophen und die Wissenschaft der Neuzeit, Stuttgart 1966.
- Mut zur Utopie. Die großen Zukunftsaufgaben. Zwölf Vorträge. Piper-Verlag, München 1969, DNB 457809833.
  - Mut zur Utopie ist enthalten in: Hier und Jetzt. Band II, 1981.
- Wahrheit. Vernunft. Verantwortung. Philosophische Studien, Stuttgart 1969.
- Die Verantwortung des Geistes: Pädagogische und politische Schriften, Stuttgart 1969.
- Prognose, Utopie, Planung: die Situation des Menschen in der Zukunft der technischen Welt, 3. Auflage, Stuttgart 1971.
- Hier und Jetzt, Philosophieren nach Auschwitz und Hiroshima, Bd. I, Stuttgart 1980.

Inhalt: I. Anthropologische Grundlagen des Rechts und der Ethik, II. Die geschichtliche Natur des Menschen, III. Philosophieren gegen öffentliche Meinung, IV. Zum philosophischen Verständnis der Sprache, V. Zum Thema: Zeit und Sein (u. a. über Aristoteles und Kant; über Verantwortung).
- Hier und Jetzt. Philosophieren nach Auschwitz und Hiroshima, Bd. II, Stuttgart 1981.

Inhalt: I. Die globale Krise der wissenschaftlich-technischen Zivilisation, II. Probleme der Friedensforschung, III. Jetzt und Hier (Ist eine philosophische Erkenntnis der politischen Gegenwart möglich?), IV. Ökologie und Umweltschutz, V. Erziehung-Bildung-Wissenschaft; Über das Böse.
- (Hrsg.): Theologie – was ist das?, Stuttgart 1977.
- Humanökologie und Frieden, hrsg. v. Constanze Eisenbart, Stuttgart 1979 (drei Aufsätze von Picht).
- Vorlesungen und Schriften in 11 Bänden, hrsg. v. Constanze Eisenbart unter Mitwirkung von Enno Rudolph bei Klett-Cotta, Stuttgart:

1. Kants Religionsphilosophie, Einführung Enno Rudolph, [1985], 3. Aufl. 1998, ISBN 978-3-608-91395-8.
2. Kunst und Mythos, Einführung Carl Friedrich von Weizsäcker, [1986], 5. Aufl. 1996, ISBN 978-3-608-91414-6.
3. Aristoteles „De Anima“, Einführung Enno Rudolph, [1987], 2. Aufl. 1992, ISBN 978-3-608-91415-3.
4. Nietzsche, Einführung Enno Rudolph, [1988], 2. Aufl. 1993, ISBN 978-3-608-91419-1.
5. Der Begriff der Natur und seine Geschichte, Einführung Carl Friedrich von Weizsäcker, [1989], 4. Aufl. 1998, ISBN 978-3-608-91420-7.
6. Platons Dialoge „Nomoi“ und „Symposion“, Einführung Wolfgang Wieland, [1990], 2. Aufl. 1992, ISBN 978-3-608-91417-7.
7. Glauben und Wissen, Einführung Christian Link, [1991], 2. Aufl. 1994, ISBN 978-3-608-91418-4.
8. Zukunft und Utopie, Einführung Enno Rudolph, 1992, ISBN 978-3-608-91621-8.
9. Geschichte und Gegenwart, Einführung Ernst Schulin, 1993, ISBN 978-3-608-91421-4.
10. Die Fundamente der griechischen Ontologie, Einführung Hellmut Flashar, 1996, ISBN 978-3-608-91416-0.
11. Von der Zeit, Einführung Kuno Lorenz, 1999, ISBN 978-3-608-91422-1.